# Batalha de Balikpapan (1945)

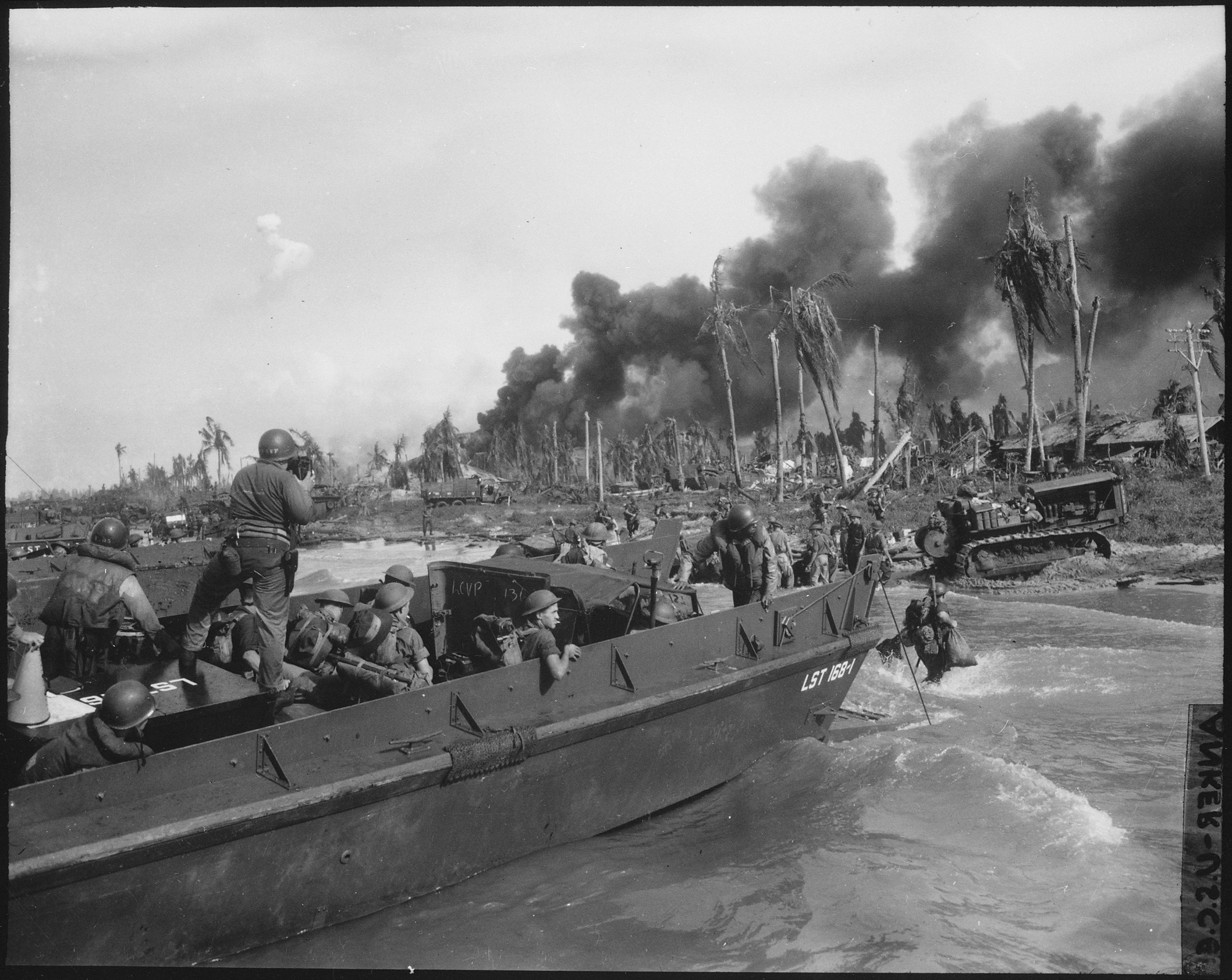
Tropas australianas desembarcando em Balikpapan em 1º de julho de 1945

A Batalha de Balikpapan foi a fase de conclusão da Campanha de Bornéu. A batalha começou com desembarques que ocorreram no dia 1 de Julho de 1945, por parte da 7ª Divisão Australiana. O ataque foi antecedido por um forte bombardeamento realizado por unidades australianas e norte-americanas. Os japoneses tinham menos efectivos e menos armas, contudo, tal como havia acontecido em muitas batalhas durante a Guerra do Pacífico, muitos deles combateram até à morte. Grande parte das operações terminaram no dia 21 de Julho. As baixas da 7ª Divisão foram ligeiramente menores que as que haviam sofrido em campanhas anteriores. Esta batalha foi uma das últimas a ocorrer na Segunda Guerra Mundial. O Japão rendeu-se enquanto ainda decorriam combates na selva. Depois da rendição, o local foi ocupado pelas forças aliadas.